# دساسة ليفيتونية
دساسة ليفيتونية (الاسم العلمي: Chalcides levitoni)، وتُعرف باسم سقنقور ليفيتوني الأسطواني، نوع من السحالي من فصيلة السقنقورية. هذا النوع يستوطن السعودية.

## النطاق الجغرافي
توجد الدساسة الليفيتونية في منطقة جازان، السعودية.

## أصل التسمية
الاسم العلمي للنوع، levitoni، مُهدى لعالم الزواحف الأمريكي Alan E. Leviton (مواليد 1930)، وهو خبير في في علم الزواحف والبرمائيات في شبه الجزيرة العربية.

## التناسل
الدساسة الليفيتونية هي ولودية التناسل.

## للاستزادة
- Pasteur G (1978). "Notes sur les Sauriens du Genre Chalcides III. Description de Chalcides levitoni n. sp.,  d'Arabie Saoudite (Reptilie, Lacertilia, Scincidae)". Journal of Herpetology 12 (3): 371–372. (Chalcides levitoni, new species). (in French).